# Pizos Bay
Die Pisos Bay (englisch; bulgarisch залив Пизос saliw Pisos) ist eine 10,65 km breite und 9 km lange Bucht an der Nordenskjöld-Küste des Grahamlands auf der Antarktischen Halbinsel. Sie liegt nordwestlich des Samotino Point und südöstlich des Porphyry Bluff.
Ihre Kartierung erfolgte 2012. Die bulgarische Kommission für Antarktische Geographische Namen benannte sie 2012 nach der antiken Ortschaft Pisos im Süden Bulgariens.